# I liga słowacka w piłce nożnej (2000/2001)
Sezon 2000/2001 był 8. edycją rozgrywek piłkarskich o mistrzostwo Słowacji.

## Tabela końcowa
|    | Klub                          | M  | Z  | R  | P  | Br+ | Br− | Br+/− | Pkt |
| -- | ----------------------------- | -- | -- | -- | -- | --- | --- | ----- | --- |
| 1  | Inter Bratysława              | 36 | 25 | 5  | 6  | 73  | 28  | 45    | 80  |
| 2  | Slovan Bratysława             | 36 | 21 | 8  | 7  | 84  | 49  | 35    | 71  |
| 3  | MFK SCP Ružomberok            | 36 | 15 | 10 | 11 | 51  | 48  | 3     | 55  |
| 4  | Artmedia Petržalka Bratysława | 36 | 15 | 9  | 12 | 59  | 55  | 4     | 54  |
| 5  | MŠK Žilina                    | 36 | 11 | 12 | 13 | 41  | 46  | -5    | 45  |
| 6  | Matador Púchov                | 36 | 9  | 13 | 14 | 47  | 53  | -6    | 40  |
| 7  | Tatran Prešov                 | 36 | 10 | 10 | 16 | 44  | 54  | -10   | 40  |
| 8  | Ozeta Dukla Trenčín           | 36 | 11 | 6  | 19 | 35  | 59  | -24   | 39  |
| 9  | 1. FC Koszyce                 | 36 | 10 | 7  | 19 | 42  | 61  | -19   | 37  |
| 10 | Spartak Trnava                | 36 | 8  | 10 | 18 | 39  | 62  | -23   | 34  |

## Król strzelców
23 gole – Szilárd Németh (Inter Bratysława)